# Postmaterialismo
Il concetto di post-materialismo in generale deve essere considerato molto importante per la cultura moderna e va esaminato alla luce di tre concetti di materialismo niente affatto coincidenti di cui costituisce il superamento concettuale. In primo luogo per "materialismo" si intende quello, storico e dialettico, di Marx e di Engels, in funzione anticapitalista. In secondo luogo c'è la contestazione su base religiosa di un materialismo consumistico e laicista, quindi irreligioso, come tipico frutto del capitalismo estremo. 
C'è poi un terzo concetto di materialismo che riguarda la tesi filosofica per cui la materia è l'unica realtà esistente e che alla materia deve essere considerato riducibile anche tutto ciò che non sembrerebbe materiale (anima, coscienza, ecc.ecc.) Le prime due concezioni dei materialismo sono sociologiche mentre la terza è filosofica.
Il termine postmaterialismo quindi, in se stesso, dice poco o nulla se non lo si correla al significato di "materialismo" a cui esso si riferisce come suo superamento qualitativo o temporale. Solo dando l'ambito di riferimento e ciò di cui si ha "posteriorità" il postmaterialismo (più spesso scritto post-materialismo) assume un suo significato chiaro. In linea di principio sono quindi identificabili: A) un postmaterialismo ontologico, B) un postmaterialismo esistenzialistico, C) un postmaterialsimo etico ed infine D) un postmaterialsimo politico-sociologico, che è anche quello più noto, ma nello stesso tempo quello più carico di ambiguiità.
L'ambiguità deriva dal fatto fin da The Silent Revolution del 1977 Ronald Inglehart ha puntato la sua attenzione non sul concetto filosofico di materialismo bensì su quello religioso, concepito sia nel mondo cristiano che in quello islamico come "perdita di valori morali e spirituali" verso il perseguimento del denaro e dei beni materiali. Il riferimento di Inglehart va quindi al Vangelo e al Corano, non al Capitale di Marx né ad alcun'altra formulazione di materialismo. Nei successivi Culture Shift in Advanced Industrial Society del 1989 e Modernization and Postmodernization del 1997 l'analisi è più sociologica, ma nel più recente Sacred and Secular: Religion and Politics Worldwide del 2004 (scritto con Pippa Norris) riemerge il vero movente di tutta la sua ricerca, concernente la secolarizzazione alla luce delle fedi religiose correnti in 80 più importanti paesi del mondo.
Per quanto Inglehart come primo a coniare l'espressione "post-materialismo" goda di un'indubbia progenitura, in realtà la sua indagine, di carattere principalmente sociologico-religioso nel cogliere una rivolta morale contro il consumismo conseguente alla secolarizzazione, consiglierebbe la più adeguata espressione di "post-consumismo", in quanto è proprio il consumismo ad essere il referente negativo del movimento morale che Inglehart registra con la sua estesa e profonda ricerca. Tuttavia esso va considerato per primo poiché ha avuto vasta eco ed è a tutt'oggi oggetto di diffusa ricerca sociologica, mentre quello ontologico ed esistenziale, per quanto etimologicamente più corretto, ha per ora rilevanza abbastanza marginale.

## Postmaterialismo politico-sociologico
L'ultimo di essi, il postmaterialismo politico-sociologico, può essere considerato un aspetto estremamente marginale di esso in senso filosofico; però è quello che è riuscito ad avere maggiore riscontro mediatico. Questo per la semplice ragione che è stato avanzato come superamento di una visione materialistica della vita, interpretando l'inquietudine di fronte a un mondo messo in crisi dall'inquinamento, dalla perdita di valori morali e di solidarietà sociale, dal consumismo sfrenato, dalla mancanza di ideali. Esso risulta essere quindi da un lato l'accertamento di uno stato di crisi e dall'altro una prospettiva di sua futura risoluzione con un cambiamento di mentalità.
Questo cambio di cultura esistenziale è stato intravisto e definito da Ronald Inglehart nel suo libro “The Silent Revolution”, in una prima versione del 1971 e in una seconda nel 1977. L'ambito di riferimento, quello del capitalismo estremo negli USA col conseguente consumismo imperante, sarebbe portatore di una visione troppo materialiastica della vita che sarebbe entrata in crisi. Il successo del post-materialismo in Europa, specialmente in Germania, lascia però pensare che per quanto solo alluso da Inglehart, sia fortemente sentito e interpretato anche come il superamento del materialismo comunista ispirato a Marx ed Engels, fortemente presente in Europa all'est in forma istituzionalizzata e all'ovest in forma culturale spesso dominante.
Il fatto che l'indirizzo post-materialistico risulti fortemente sentito da uno spiritualismo "di ritorno", dalla New Age e dalle frange estreme dell'ecologismo morale e del pauperismo solidaristico di ispirazione evangelica fa però anche pensare a una deriva spiritualistica e neo-religiosa del post-materialismo. Ciò fa capire come esso debba anche esser visto come un ritorno del "divino" e dello "spirituale" che il mondo contemporaneo pareva aver accantonato. Il rischio di un postmaterialismo puramente politico-sociologico, che non affronti anche l'elemento ontologico-esistenziale, è quindi che venga equivocato e interpretato in direzione affatto diversa da quella prevista. Le ipostasi del divino, apparentemente marginali, potrebbero perciò diventare dominanti della prospettiva postmaterialistica
Nello studio di Inglehart, che ha analizzato situazioni socio-culturali e religiose in differenti e varie parti del mondo contemporaneo, vengono individuati dei punti di passaggio da un mentalità materialistica a una post-materialistica. Ne emergono due gruppi di fini sociali.
- Gruppo 1
  - Mantenere in ordine il Paese
  - Lottare contro la crescita dei prezzi (inflazione)
  - Mantenere un'economia stabile
  - Lottare contro la delinquenza
  - Mantenere un alto tasso di crescita economica
  - Mantenere una forza armata potente
- Gruppo 2
  - Dare al popolo la massima possibilità di partecipare alle decisioni che concernono il lavoro e la comunità
  - Dare al popolo le massime opportunità per partecipare alle decisioni politiche importanti
  - Proteggere la libertà di espressione
  - Cercare di rendere le città e i campi attraenti
  - Rendere la società più umana e meno impersonale
  - Progredire verso una società in cui le idee siano più importanti del denaro

Il primo gruppo a parere di Inglehart rappresenta idee tipicamente materialiste, mentre il secondo idee tipicamente postmaterialiste.
Il postmaterialismo sociologico interpreta perciò aspirazioni diffuse che auspicano una correzione di rotta del capitalismo estremo e del consumismo (ingl.consumerism) in direzione di una maggior attenzione a valori della tradizione, prevalentemente religiosa, di cui viene sentita la mancanza nel mondo contemporaneo.

## Postmaterialismo ontologico-esistenzialistico
Una forma di post-materialismo filosofico è stata proposta non tanto come superamento quanto come integrazione del materialismo tradizionale, giudicato semplicistico e riduzionistico. In esso si fa riferimento specialmente alle forme di materialismo filosofico espresse fin dal secolo XVIII relativamente al campo ontologico, a quello esistenziale e a quello etico. Basti in proposito ricordare i vasti e importanti contributi di La Mettrie, di Helvétius, di d'Holbach e soprattutto di Diderot. Questi in realtà, con le sue acute e profonde analisi sia della realtà ontica e sia dell'animo umano, è già a tutti gli effetti un postmaterialista, che propone nuovi orizzonti ontologici ed esistenziali postmaterialistici.
Forme di postmaterialismo  sono riscontrabili larvatamente in filosofie che si propongono in vario modo di superare il riduzionismo materialistico sette-ottocentesco, proponendo attenuazioni di esso e facendovi rientrare concetti non-materialistici da esso esclusi. Più esplicitamente è stata formulata anche un'ontologia generale chiamata pluralismo ontologico, la quale implica e include un pluralismo ontofisico sul piano ontologico e un dualismo antropico su quello esistenzialistico. Quest'orientamento filosofico ha trovato spazio e attenzione come nuova filosofia ateistica, proponente il superamento dell'ateismo materialistico della tradizione sette-ottocentesca.
Il postmaterialismo contemporaneo si configura essenzialmente come un abbandono dei riduzionismi tipici del materialismo tradizionale, aprendo nuovi orizzonti esistenzialistici ricchi di tutti quegli aspetti emozionali e sentimentali che i materialismi dell'Ottocento e del Novecento in generale avevano teso ad accantonare per privilegiare l'elemento sociologico e collettivistico. Nel postmaterialismo filosofico perciò l'individualità riacquista un ruolo di primo piano.